# 403. Sicherungs-Division (Wehrmacht)
Die 403. Sicherungs-Division war eine deutsche Infanteriedivision des Heeres der Wehrmacht im Zweiten Weltkrieg.

## Division z.b.V. 403
Im 25. Oktober 1939 wurde eine Division z.b.V. 403 bzw. Landesschützen-Division 403 im Wehrkreis III, in Berlin-Spandau, zur Führung von zehn Landesschützen-Bataillonen dieses Wehrkreises aufgestellt. 

### Besatzungsaufgaben in Frankreich
Ab August 1940 war die Division als Stab bei der 6. Armee in der Bretagne im besetzten Frankreich. 

### Auflösung durch Umbenennung
Im März 1941 wurde sie in 403. Sicherungs-Division umbenannt.

## 403. Sicherungs-Division

### Aufstellung
Die Division wurde am 15. März 1941 bei Neusalz im Wehrkreis VIII, Schlesien, aus der Division z.b.V. 403 und aus Teilen der 213. Infanterie-Division aufgestellt. 
Hierbei wurde bei Aufstellung eine spezielle Gliederung für die Aufgabenstellung als rückwärtiger Verband im besetzten Gebiet vorgesehen:
- Divisionsstab
- Infanterie-Regiment 406
- III. Abteilung / Artillerie-Regiment 213
- Landesschützen-Regiment 177 (später als Sicherungs-Regiment bezeichnet)
- Feldkommandanturen (mit Feldgendarmerie-Trupp)
- Ortskommandanturen (mit Feldgendarmerie-Trupp)
- Kriegsgefangenen-Durchgangslager (Dulag)
- Nachschub-Abteilung
- Sonstige Divisionstruppen Nr. 373

### Unternehmen Barbarossa
Sicherungsaufgaben im Rückwärtigen Heeresgebiet
Die Division wurde während des gesamten Kriegs überwiegend an der Ostfront für Sicherungsaufgaben im Rückwärtigen Heeresgebiet Russland-Mitte eingesetzt, u. a. zur Gefangennahme versprengter sowjetischer Soldaten und Kommissare.
Hierzu wurde der Division das Reserve-Polizei-Bataillon 131 der Ordnungspolizei als ergänzender Verband zugeteilt.

#### Repressionen gegen die Bevölkerung
Im Einsatzraum des Verbands veranlasste der Kommandeur antisemitische Maßnahmen, wie Konfiszierungen, Funktionsenthebungen, Bildung „rein“ jüdischer Häuser.
1941 war die Division bei der Kesselschlacht bei Smolensk und der Schlacht um Moskau in der sogenannten Heeresgruppenreserve. 
Während dieser Zeit wurde die Division gegen die Zivilbevölkerung eingesetzt und brannte zahlreiche Dörfer nieder. 

#### Durchbruch sowjetischer Truppen bei Toropez
Anfang 1942 wurde bei Toropez die Auffanglinie der Division durch die Rote Armee durchbrochen. 

#### Ostukraine
Es folgten Einsätze zur Judenverfolgung in der Ostukraine im Sommer 1942.
Anfang 1943 war die Division in Teilen dem XXIV. Armeekorps der 2. Panzerarmee und dem XXXX. Armeekorps der 4. Armee zugeordnet. 

### Auflösung
Am 31. Mai 1943 wurde die Division in Südrussland aufgelöst.

### Verwendung der Divisionsreste
Der ehemalige Divisionsstab bildete, nach Bergen (Norwegen) versetzt, im Juni 1943 den Stab der 265. Infanterie-Division.

## Kommandeure
- Oberst/Generalmajor/Generalleutnant Wolfgang von Ditfurth (1946 wegen Kriegsverbrechen zum Tode verurteilt): bis Mai 1942
- Generalleutnant Wilhelm Rußwurm: von Mai 1942 bis zur Auflösung

## Gliederung
1939/1940
- Landesschützen-Bataillon 303
- Landesschützen-Bataillon 305
- Landesschützen-Bataillon 307
- Landesschützen-Bataillon 311
- Landesschützen-Bataillon 313
- Landesschützen-Bataillon 314
- Landesschützen-Bataillon 316
- Landesschützen-Bataillon 318
- Landesschützen-Bataillon 320
- Landesschützen-Ersatz-Bataillon 3

1941
- verstärktes Infanterie-Regiment 406 (von der 213. Infanterie-Division, ab März 1942 zur Sicherungs-Brigade 201)
- Wach-Bataillon 705
- III./Artillerie-Regiment 213 (ab März 1942 von der Sicherungs-Brigade 201)
- Landesschützen-Regiment 177 (später Sicherungs-Regiment 177)
- Nachrichten-Abteilung 826

Später gehörten nach einer Umgliederung zusätzlich zur Division:
- Sicherungs-Regiment 177 (ab April 1943 zur 213. Sicherungs-Division)
- Sicherungs-Regiment 610
- Ost-Reiter-Abteilung 403 (nach Auflösung zur III. Abteilung vom Freiwilligen-Kosaken-Stamm-Regiment 5)
- II./Polizei-Regiment 8 (ab Mai 1942 aus Polizei-Bataillon 111)
- Nachschubeinheit 373 (später in Nachschubeinheit 493[5] umbenannt)

## Bekannte Divisionsangehörige
- Generalmajor Rudolf Bächer: bis August 1941 Kommandeur des Artillerie-Regiments 213